# Antoine-Joseph de La Poix de Fréminville
Antoine-Joseph de La Poix de Fréminville, né à Paris le 23 avril 1821 et mort le 9 décembre 1888, est un ingénieur en génie maritime, adjoint du directeur de l'École de génie maritime de Brest.

## Biographie
Antoine-Joseph de La Poix de Fréminville est issu d'une famille d'ancienne bourgeoisie originaire de Bourgogne. Son père, Antoine Louis (1788-1843) est officier de marine ; son frère, Christophe-Paulin, dit le Chevalier de Fréminville, officier de marine, est archéologue et naturaliste.
Il épouse le 5 mai 1851 à Lorient Caroline Thirot (1831-1920) ; ils ont un fils, l'ingénieur Charles de La Poix de Fréminville.
Il est formé à l'École polytechnique (promotion 1841), où il enseignera de 1865 à 1883 des cours de constructions navales et celui des machines à vapeur.

## Distinction
- Chevalier de la Légion d'honneur (11 août 1865)[3]

## Publications
- Cours pratique de machines à vapeur marines : professé à l'École d'application du génie maritime, Paris, Arthus Bertrand, 1861, 2 vol. Lire en ligne sur Gallica.
- Guide du marin : résumé des connaissances les plus utiles aux marins, Paris, E. Lacroix, 1863.
- Traité pratique de construction navale, Paris, Arthus Bertrand, 1864 Lire en ligne sur Gallica.
- Étude sur les machines compound : Leur rendement économique et les conditions générales de leur fonctionnement, Paris, Arthus Bertrand, 1878.
- Conférence sur les machines Compound à l'Exposition universelle de 1878, comparées aux machines Corliss, Paris, Imprimerie nationale, 1879.